# Henri Lefebvre
Henri Lefebvre (ur. 16 czerwca 1901 w Hagetmau, zm. 29 czerwca 1991 w Navarrenx) – francuski socjolog i filozof marksistowski.

## Życiorys
Lefebvre studiował filozofię na paryskiej Sorbonie przedkładając pracę końcową w 1920 roku. W latach 1930–1940 Lefebvre pracował jako profesor filozofii w liceach. W 1940 wstąpił do francuskiego ruchu oporu. W latach 1944–1949 był dyrektorem Radiodiffusion Français, francuskiej rozgłośni radiowej w Tuluzie. W roku 1958 został wykluczony z Francuskiej Partii Komunistycznej pod zarzutem „reformizmu”.
W 1962 Lefebvre został mianowany profesorem socjologii na uniwersytecie w Strasburgu.
Lefebvre w swoich licznych pismach podejmował przeróżną problematykę: od filozofii, po socjologię, geografię, nauki polityczne po krytykę literacką. Jest twórcą m.in. hasła Prawo do Miasta, fundamentu wielu późniejszych opracowań w tej tematyce.

## Prace w języku polskim
- Marks a idea wolności (1949);
- Kartezjusz (1950);
- Przyczynek do estetyki (1956);
- Filozofia spirytualistyczna we Francji, w: Myśl filozoficzna, nr 4(24), 1956;
- Marksizm i myśl francuska, w: Twórczość, nr 4, 1957;
- Społeczeństwo obywatelskie, „Myśl Marksistowska”, 4 (28), 1989. Brak numerów stron w czasopiśmie